# Javier Dorado Soto
Javier Dorado Soto (Vigo, 1988) es un consultor y político español. 

## Biografía
Tiene raíces familiares en la provincia de León. Licenciado en Derecho por la Universidad de Santiago de Compostela, fue el director general del Instituto de la Juventud (Injuve) durante el periodo 2016-2018. 
Actualmente es el director de Asuntos Públicos de la consultora sueca Kreab en España tras su paso por Weber Shandwick.

### Gobierno de España
El 22 de diciembre de 2016 fue nombrado por el Consejo de Ministros director general del Instituto de la Juventud (Injuve) hasta su cese tras la llegada de Pedro Sánchez al Gobierno de España. 
Fue el alto cargo más joven del Gobierno de España.

### Partido Popular
Presidente de Novas Xeracións de Galicia (2010-2014). Desde el Congreso Nacional de NN.GG. del año 2011 hasta el Congreso Nacional del año 2017, ha sido secretario general de Nuevas Generaciones del Partido Popular y miembro del Comité Ejecutivo Nacional del Partido Popular del 2011 al 2017.
Fue secretario general del Partido Popular de Vigo elegido en el XII Congreso Local al integrar la candidatura de Elena Muñoz Fonteriz.

### Parlamento de Galicia
En las Elecciones al Parlamento de Galicia de 2012 fue elegido diputado por la circunscripción electoral de Pontevedra, tomando posesión en febrero del 2013 hasta la finalización de la legislatura. Fue portavoz de Juventud y Voluntariado del Grupo Parlamentario Popular en el Parlamento de Galicia y ponente de la Ley del Área Metropolitana de Vigo aprobada por unanimidad en julio de 2016.

### Medios de comunicación
Colabora con diversos medios de comunicación televisiva, radiofónica y escrita, donde ha destacado por su blog 'El Dorado' en el periódico digital Periodista Digital.
Actualmente forma parte de la mesa política de Las mañanas de Cuatro (2015-actualidad) en Cuatro.

## Otras referencias
Inicialmente reconoció haber tenido admiración por Julio Anguita aunque su referente político es Alberto Núñez Feijóo.
En numerosas ocasiones mostró abiertamente su apoyo al matrimonio homosexual así como sus dudas por la reforma de la ley del aborto planteada por Alberto Ruiz Gallardón y que finalmente fue retirada.